# Bauamt (Behörde)
Ein Bauamt ist ein lokales, subnationales oder nationales Amt, das sich mit Bauangelegenheiten beschäftigt. Die Aufgaben und Bezeichnungen dieser Ämter variieren zwischen den einzelnen Staaten und deren Verwaltungsebenen ganz erheblich. Die Bezeichnung Bauamt ist deshalb oft ungenau.
Das Bauamt kann Teil einer staatlichen, kommunalen, kirchlichen oder einer sonstigen öffentlich-rechtlichen Verwaltung sein. Umgangssprachlich wird jedoch oft von „Bauamt“ gesprochen, wenn in Wirklichkeit die Bauaufsichtsbehörde gemeint ist. Diese ist vom Bauamt im Sinne des genauen Begriffs klar zu unterscheiden.
Die Bauaufsichtsbehörde in Deutschland befasst sich mit hoheitlichen Aufgaben des Baurechts, beispielsweise mit der Erteilung von Baugenehmigungen. Teils wird sie synonym Bauordnungsamt, Baugenehmigungsbehörde, Baurechtsamt, Bauaufsichtsamt oder veraltet Baupolizei genannt, wobei diese Bezeichnungen auch präziser für diejenigen Fachabteilungen innerhalb der mit den Aufgaben der Bauaufsicht betrauten Behörde (z. B. Oberbürgermeister) steht, in deren behördeninterne Zuständigkeit die Aufgabenwahrnehmung fällt.
Das eigentliche Bauamt übernimmt die eigene Bautätigkeit der jeweiligen Körperschaft als fiskalische Tätigkeit in unterschiedlicher Differenzierung, also z. B. den Hochbau (Schulen, Verwaltungsgebäude) oder den Tiefbau (Straßenbau, Kanalbau) einer Gemeinde.
Überdies werden dort mit der Berechnung und Festsetzung von Erschließungs- oder Kanalanschlussbeiträgen oftmals auch die Kosten solcher Maßnahmen auf die Beteiligten verteilt (Bauverwaltungsamt).
Bauämter in Gemeinden, die selbst nicht Genehmigungsbehörde sind, sind in der Regel für die gemeindliche Bauleitplanung zuständig (Bauplanungsamt).